# 12160 Karelwakker
12160 Karelwakker è un asteroide della fascia principale. Scoperto nel 1973, presenta un'orbita caratterizzata da un semiasse maggiore pari a 2,4082962 UA e da un'eccentricità di 0,1968046, inclinata di 4,87815° rispetto all'eclittica.